# الربوع (لحج)
الربوع هي إحدى قرى الجمهورية اليمنية. وهي تتبع جغرافيًا لمحافظة لحج. وإداريًا لمديرية القبيطة. يبلغ تعداد سكانها 1492 نسمة حسب الإحصاء الذي جرى عام 2004.